# Xnapy
Xnapy, vlastním jménem Petr Jirák (* 28. července 1995), je český streamer, youtuber a komentátor. V minulosti působil také jako profesionální hráč videohry League of Legends. Na serveru YouTube vlastní kanál Xnapy.

## Život a kariéra
Narodil se v roce 1995 a žije v Brně. V mládí aspiroval na kariéru muzikanta, jeho matka i otec se totiž hudbě věnují. Do jeho zálib patřily i šachy. Rok pracoval jako vývojář mobilních her. Kvůli komentování videoherních zápasů odešel ze střední školy. Kolem roku 2020 si pořídil Mercedes C63s v hodnotě 3 miliony korun. Časopis Reflex jej označil za nejdražší automobil vlastněný herním influencerem v Česku. Jako jeden z mála populárních streamerů úplně zrušil možnost fanoušků posílat finanční příspěvky.
V roce 2017 se objevil v Mixxxer Show na stanici Óčko. V dubnu 2021 začal působit v pořadu COOL Esport na Prima Cool. V roce 2023 účinkoval v dokumentu League of Legends: Česká stopa. Dle časopisu Forbes vydělal v roce 2021 osm milionů, v roce 2022 pak dvanáct milionů a v roce 2023 pak čtrnáct milionů korun. V březnu 2023 byl hostem na inauguraci nově zvoleného prezidenta Petra Pavla.

### E-sport
V roce 2012 se stal profesionálním hráčem videohry League of Legends. V roce 2013 byl hráčem e-sportového týmu eSuba. Ve videohře se zúčastnil řady různých turnajů. V červnu roku 2022 se v O₂ universu odehrávala do té doby největší esportová akce v Česku Prague Champs, na jejíž organizaci se Xnapy podílel. Odměna pro týmy na předních příčkách tohoto turnaje celkem činila částka 200 000 Kč. V srpnu roku 2022 se účastnil streamerského turnaje Twitch Rivals.

### Působení na sociálních sítích
Primárně vysílá živá vysílání na Twitchi, především ze hry League of Legends. Zde má k červenci 2024 asi 200 000 sledujících. Aktivně zde vysílá od roku 2017. Následně záznamy a části těchto vysílání publikuje na platformě YouTube, kde vlastní kanál s více než sto tisíci odběrateli. Spolupracuje s firmami jako Samsung, BigShock! nebo Mastercard.

#### Hudba
Taktéž se okrajově věnuje tvorbě hudby, typicky s League of Legends tematikou. Jeho nejznámější skladbou je MORAWILD RIFT, což je propagace mobilní hry League of Legends: Wild Rift. Vznikla ve spolupráci s Martinem Mikyskou. Mezi jeho další hudební počiny patří skladby Malzahar a Jungler (feat. Feed).Všechny tyto písně mají přes sto tisíc zhlédnutí. Ve spolupráci s brněnskou filharmonií se podílel na tvorbě hymny Prague Champs s názvem Pod horou.

#### Přezdívka
Nejprve působil pod přezdívkou Dingy. Poté, když si zakládal několikátou postavu ve hře World of Warcraft, už nevěděl, jaké jméno pro ni zvolit. Nakonec ji pojmenoval Snapy, což mělo být pozměněné jméno psa Snoopy. Dnešní přezdívka je výsledkem změny, kterou byl nucen udělat, když si změnil z žertu přezdívku v League of Legends a poté mu již nešla vrátit zpátky, jelikož již byla obsazena. Jeho cílem bylo, aby nová přezdívka alespoň zněla podobně.

### Kontroverze
V říjnu 2022 pořádal v Brně již pátý sraz s fanoušky, kterého se účastnilo asi 700 lidí. Akce se však zvrtla, protože spousta z účastníků konzumovala nadměrné množství alkoholu, a tak minimálně jeden člověk byl převezen na policejní stanici.